# Festival della Musica del Reno Inferiore

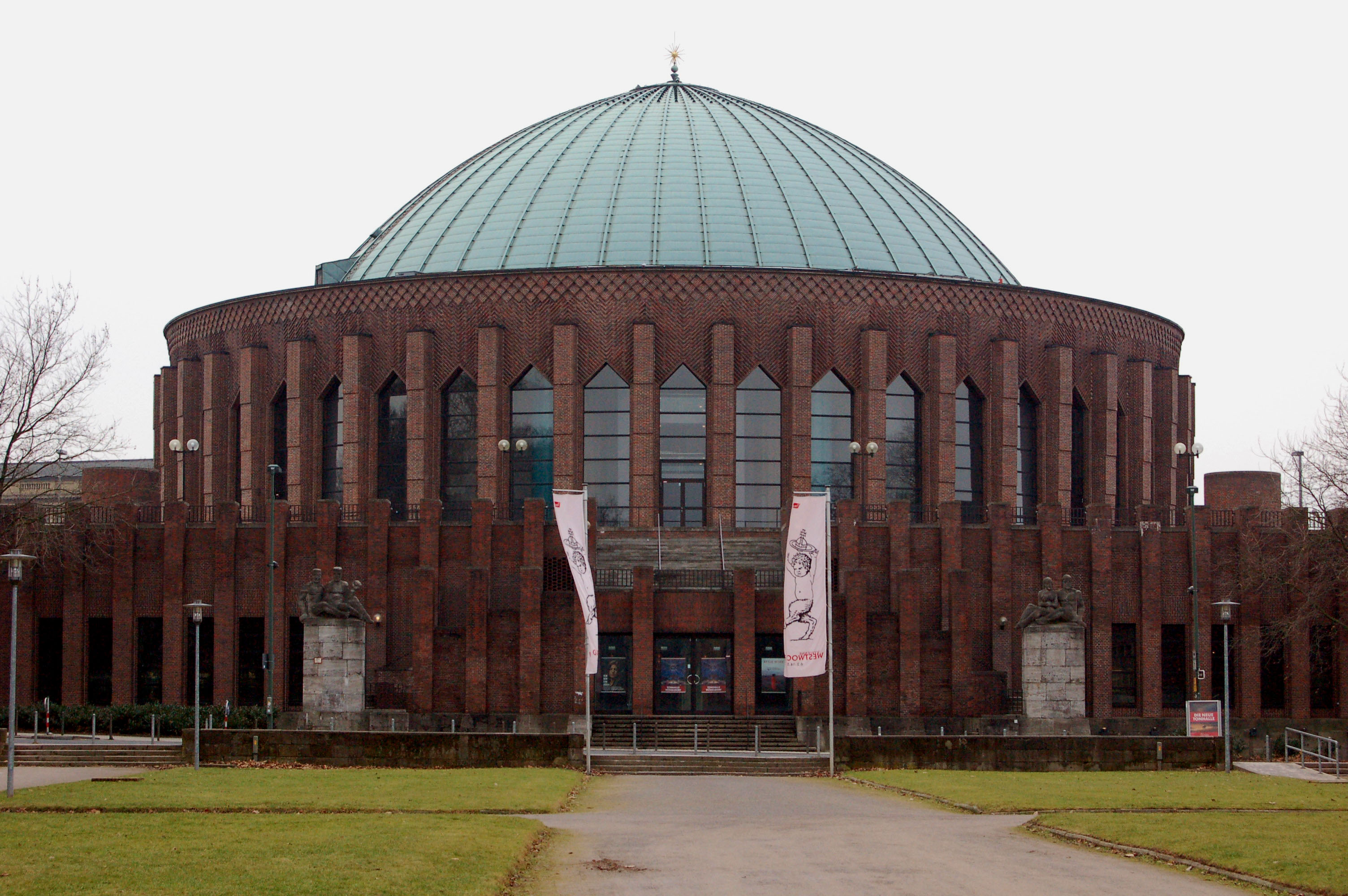
La Tonhalle di Düsseldorf oggi

Il Festival della Musica del Reno Inferiore (tedesco: Das Niederrheinische Musikfest) è stato uno dei più importanti festival di musica classica, che si svolse ogni anno, tra il 1818 e il 1958, con poche eccezioni, a Pentecoste per 112 volte.

## Storia
Nell'anno 1817 Johann Schornstein, il direttore musicale di Elberfeld, organizzò un festival musicale nella sua città, in cui fu assistito dai musicisti di Düsseldorf sotto il loro direttore Friedrich August Burgmüller. Durante questo festival nacque l'idea di Schornstein e Burgmüller di ripetere questo evento ogni anno alternativamente tra le loro città. Nel 1821 parteciparono i musicisti di Colonia e nel 1825 quelli di Aquisgrana, ma con lo spettacolo del 1827 i responsabili di Elberfeld decisero di interrompere il loro impegno, perché il comune non era in grado di gestire la gestione di musicisti e ospiti. Questo festival continuò fino al 1958 ed ebbe luogo 112 volte. Solo durante il periodo della Rivoluzione tedesca del 1848-1849 e della prima e seconda guerra mondiale l'incontro fu interrotto. Dopo l'ultima guerra del 1948 Colonia si dimise da questo ciclo di festival musicali, mentre le città di Wuppertal, una fusione di Elberfeld e Barmen, insieme a Duisburg aderirono a questa manifestazione. Ma nel 1958 il festival fu definitivamente chiuso, perché nel frattempo erano stati fondati altri festival musicali regionali.
All'inizio il Festival della Musica del Reno Inferiore durava due giorni e dall'anno 1826 un giorno in più, ogni anno durante la Pentecoste. Temporaneamente nel 1834 il re Federico Guglielmo III di Prussia interdisse questa rappresentazione a Pentecoste per motivi religiosi, ma per intercessione del nipote principe Federico di Prussia, appassionato d'arte e protettore delle società d'arte di Düsseldorf, il festival riacquistò l'autorizzazione con alcune limitazioni .

## Caratteristiche
Fin dall'inizio il Festival Musicale del Reno inferiore è stato considerato un culmine sociale e culturale a un livello altamente artistico. Agli ospiti di casa e stranieri, politici, uomini d'affari e membri dell'alta nobiltà furono presentate tutte le composizioni, che giocarono un ruolo significativo in quel momento. Oltre ai direttori musicali locali molti importanti direttori d'orchestra, compositori e solisti venivano ingaggiati come direttori dei festival. Il palcoscenico è stato ripetutamente utilizzato per l'esecuzione di anteprime mondiali e nazionali e anche per la presentazione di nuove versioni di artisti noti o sconosciuti. Il centro dell'attenzione comprendeva la musica delle ultime epoche della musica barocca, la classica viennese oltre alla musica romantica e successivamente della musica classica del XX secolo. Furono eseguiti i grandi poemi sinfonici, messe, oratori, corali, cantate e di tanto in tanto musica da camera.
Ciò implicava a volte la partecipazione di più di 500 musicisti. Da un lato l'alto numero di musicisti e gli ospiti stranieri connotavano un flusso di entrate redditizio ma dall'altra parte anche una sfida logistica e un rischio per l'organizzazione.

## Cronologia
Di seguito troverete una cronologia dettagliata del Festival Musicale del Reno inferiore, compilata da una selezione di fonti affidabili e ne fornisce una panoramica.
| Numero | Anno | Località   | Direttori del Festival                                                                            | Specifiche - Premiere - Solisti importanti (selezione) |
| 0      | 1817 | Elberfeld  | Johannes Schornstein                                                                              | Ufficialmente non si classifica in questo ciclo, ma la considera come una scintilla iniziale |
| 1      | 1818 | Düsseldorf | Friedrich August Burgmüller                                                                       | Priorità assoluta: Le Stagioni e Schöpfungsmesse di Joseph Haydn; Solista: Johannes Schornstein (pianoforte) |
| 2      | 1819 | Elberfeld  | Johann Schornstein                                                                                | |
| 3      | 1820 | Düsseldorf | Friedrich August Burgmüller                                                                       | Prima tedesca dell'oratorio Sansone di Georg Friedrich Händel; Solista: Johannes Schornstein (pianoforte) |
| 4      | 1821 | Colonia    | Friedrich August Burgmüller,                                                                      | La città di Colonia nuova nel programma; tra l'altro promossa tramite Erich Verkenius, presidente della Hochschule für Musik und Tanz Köln, Colonia |
| 5      | 1822 | Düsseldorf | Friedrich August Burgmüller                                                                       | prima assoluta dell'oratorio Das befreite Jerusalem dell'abate Maximilian Stadler; per ragioni logistiche Düsseldorf ha sostituito Elberfeld. Per la prima volta nella sala dei cavalieri del vecchio castello di Düsseldorf.                                   |
| 6      | 1823 | Elberfeld  | Johannes Schornstein                                                                              | |
| 7      | 1824 | Colonia    | Friedrich Schneider                                                                               | Prima mondiale dell'oratorio Die Sündflut di Friedrich Schneider |
| 8      | 1825 | Aquisgrana | Ferdinand Ries                                                                                    | La città di Aquisgrana nuova nel programma; prima tedesca della Sinfonia n. 9 di Ludwig van Beethoven in occasione dell'inaugurazione del Teatro di Aquisgrana                                                                                                  |
| 9      | 1826 | Düsseldorf | Louis Spohr e Ferdinand Ries                                                                      | Prima di Düsseldorf dell'oratorio The Last Judgment di Louis Spohr (Testo: Johann Friedrich Rochlitz) e della Sinfonia n. 6 re maggiore op. 146 di F. Ries; la prima volta che il festival dura tre giorni.                                                     |
| 10     | 1827 | Elberfeld  | Johann Schornstein e Erich Verkenius                                                              | Ultima partecipazione della città di Elberfeld; |
| 11     | 1828 | Colonia    | Bernhard Klein, Ferdinand Ries e Carl Leibl                                                       | Prima mondiale dell'oratorio Jephtha di B. Klein e nuova registrazione dell'ouverture per concerto del Don Carlos di F. Ries |
| 12     | 1829 | Aquisgrana | Ferdinand Ries                                                                                    | |
| 13     | 1830 | Düsseldorf | Ferdinand Ries                                                                                    | Prima tedesca dell'ouverture Braut von Messina op. 162 di F. Ries, (Testo: Friedrich Schiller), anche a Düsseldorf prima dell'oratorio Giuda Maccabeo di G. F. Handel                                                                                           |
| 14     | 1832 | Colonia    | Ferdinand Ries                                                                                    | |
| 15     | 1833 | Düsseldorf | Felix Mendelssohn                                                                                 | Prima tedesca della Sinfonia n. 4 (L'italiana) e una "ouverture-festival" di F. Mendelssohn, anche l'oratorio Israele in Egitto nella versione originale tedesca di G. F. Handel; novità in programma: concerti mattutini                                       |
| 16     | 1834 | Aquisgrana | Ferdinand Ries                                                                                    | Solista: Fryderyk Chopin (piano) |
| 17     | 1835 | Colonia    | Felix Mendelssohn                                                                                 | Solomon di G. F. Handel in partitura originale e con accomp. d'organo; maestro del coro: Fanny Mendelssohn |
| 18     | 1836 | Düsseldorf | Felix Mendelssohn                                                                                 | Prima mondiale dell'oratorio Paulus di F. Mendelssohn; maestro del coro: J. Schornstein |
| 19     | 1837 | Aquisgrana | Ferdinand Ries                                                                                    | Prima mondiale dell'oratorio Die Könige in Israel di Ferdinand Ries |
| 20     | 1838 | Colonia    | Felix Mendelssohn                                                                                 | |
| 21     | 1839 | Düsseldorf | Felix Mendelssohn                                                                                 | Apparizione come ospite e svolta artistica di successo del compositore Hubert Ferdinand Kufferath; prima mondiale di un ouverture festival di Julius Rietz; maestro del coro: J. Schornstein                                                                    |
| 22     | 1840 | Aquisgrana | Louis Spohr                                                                                       | |
| 23     | 1841 | Colonia    | Conradin Kreutzer                                                                                 | |
| 24     | 1842 | Düsseldorf | Felix Mendelssohn                                                                                 | |
| 25     | 1843 | Aquisgrana | Carl Gottlieb Reißiger                                                                            | |
| 26     | 1844 | Colonia    | Heinrich Dorn                                                                                     | Prima tedesca della Missa Solemnis in re maggiore op. 123 di L. v. Beethoven |
| 27     | 1845 | Düsseldorf | Julius Rietz                                                                                      | Prima tedesca del Requiem di Wolfgang Amadeus Mozart; segue una pausa di nove anni per le rivoluzioni del 1848 negli stati tedeschi |
| 28     | 1846 | Aquisgrana | Felix Mendelssohn                                                                                 | Solista: scoperta dell usignolo svedese Jenny Lind (soprano) |
| 29     | 1847 | Colonia    | Heinrich Dorn, Gaspare Spontini e George Onslow                                                   | Prima tedesca della Sinfonia n. 4 in sol maggiore op. 71 di G. Onslow |
| 30     | 1851 | Aquisgrana | Peter Josef von Lindpaintner                                                                      | |
| 31     | 1853 | Düsseldorf | Robert Schumann, Ferdinand Hiller e Julius Tausch                                                 | Anteprima mondiale della Sinfonia n. 4 re minore op. 120 e il festival ouverture op. 123 di R. Schumann; solisti: Clara Schumann (pianoforte) e Joseph Joachim (violino);                                                                                       |
| 32     | 1854 | Aquisgrana | Peter Joseph von Lindpaitner                                                                      | |
| 33     | 1855 | Düsseldorf | Ferdinand Hiller                                                                                  | Esecuzione speciale dell'oratorio Das Paradies und die Peri di R. Schumann su richiesta speciale della solista Jenny Lind (soprano) |
| 34     | 1856 | Düsseldorf | Julius Rietz                                                                                      | Düsseldorf ha fornito un luogo alternativo con breve preavviso perché la sala concerti Colonia, il "Gürzenich", doveva essere restaurata e ricostruita. |
| 35     | 1857 | Aquisgrana | Franz Liszt                                                                                       | |
| 36     | 1858 | Colonia    | Ferdinand Hiller                                                                                  | Prima mondiale dell'oratorio Saul di Ferdinand Hiller |
| 37     | 1860 | Düsseldorf | Ferdinand Hiller                                                                                  | Solista: Joseph Joachim (violino) |
| 38     | 1861 | Aquisgrana | Franz Lachner                                                                                     | Solista: Clara Schumann (piano) |
| 39     | 1862 | Colonia    | Ferdinand Hiller                                                                                  | |
| 40     | 1863 | Düsseldorf | Otto Goldschmidt e Julius Tausch                                                                  | Solista: Jenny Lind (soprano) |
| 41     | 1864 | Aquisgrana | Julius Rietz e Franz Wüllner                                                                      | Prima volta nella nuova "Redoute", la sala da ballo del vecchio casinò di Aquisgrana; utilizzo di un nuovo organo da parte della società di costruzione di organi "Ibach"                                                                                       |
| 42     | 1865 | Colonia    | Ferdinand Hiller                                                                                  | Solista: Friedrich Nietzsche come cantante |
| 43     | 1866 | Düsseldorf | Otto Goldschmidt e Julius Tausch                                                                  | Prima mondiale del Concerto per violino n. 1 in sol minore op. 26, di Max Bruch. Solisti: Clara Schumann (pianoforte), Joseph Joachim (violino) e Jenny Lind (soprano). Cerimonia di inaugurazione della nuova sala concerti Tonhalle Düsseldorf                |
| 44     | 1867 | Aquisgrana | Julius Rietz e Ferdinand Breunung                                                                 | |
| 45     | 1868 | Colonia    | Ferdinand Hiller                                                                                  | |
| 46     | 1869 | Düsseldorf | Julius Rietz e Julius Tausch                                                                      | Solista: Joseph Joachim (violino) |
| 47     | 1870 | Aquisgrana | Franz Lachner e Ferdinand Breunung                                                                | ultima esecuzione di Jenny Lind come soprano solista dell'oratorio Ruth di Otto Goldschmidt |
| 48     | 1871 | Colonia    | Ferdinand Hiller                                                                                  | |
| 49     | 1872 | Düsseldorf | Anton Rubinstein e Julius Tausch                                                                  | Prima mondiale dell'opera religiosa Der Turm zu Babel di A. Rubinstein |
| 50     | 1873 | Aquisgrana | Julius Rietz e Ferdinand Breunung                                                                 | Solisti: Marie Wilt (soprano), Johann Christoph Lauterbach (violino) e Clara Schumann (pianoforte) |
| 51     | 1874 | Colonia    | Ferdinand Hiller                                                                                  | |
| 52     | 1875 | Düsseldorf | Joseph Joachim e Julius Tausch                                                                    | Prima di Düsseldorf della Missa Solemnis di L. v. Beethoven |
| 53     | 1876 | Aquisgrana | Ferdinand Breunung                                                                                | Inaugurazione di un nuovo organo di Georg Stahlhuth. Solista e svolta artistica di Adolf Wallnöfer (Tenore) |
| 54     | 1877 | Colonia    | Ferdinand Hiller                                                                                  | Giuseppe Verdi ospite come direttore d'orchestra con la sua Messa da Requiem |
| 55     | 1878 | Düsseldorf | Joseph Joachim e Julius Tausch                                                                    | Prima esecuzione assoluta del coro Germanenzug di Julius Tausch. La rivoluzione artistica della Sinfonia n. 2 di Johannes Brahms. Prima di Düsseldorf di Szenen aus Goethes Faust di R. Schumann. Solista: Clara Schumann (pianoforte)                          |
| 56     | 1879 | Aquisgrana | Ferdinand Breunung e Max Bruch                                                                    | |
| 57     | 1880 | Colonia    | Ferdinand Hiller                                                                                  | Solista: Clara Schumann (piano) |
| 58     | 1881 | Düsseldorf | Niels Gade e Julius Tausch                                                                        | Solista: Eugen Gura (baritono) |
| 59     | 1882 | Aquisgrana | Franz Wüllner                                                                                     | |
| 60     | 1883 | Colonia    | Ferdinand Hiller                                                                                  | |
| 61     | 1884 | Düsseldorf | Johannes Brahms e Julius Tausch                                                                   | Solista: Eugen d'Albert (piano) |
| 62     | 1885 | Aquisgrana | Julius Kniese e Carl Reinecke                                                                     | |
| 63     | 1886 | Colonia    | Franz Wüllner                                                                                     | |
| 64     | 1887 | Düsseldorf | Hans Richter e Julius Tausch                                                                      | Solista: Eugen d'Albert (piano) |
| 65     | 1888 | Aquisgrana | Hans Richter e Eberhard Schwickerath                                                              | |
| 66     | 1889 | Colonia    | Franz Wüllner                                                                                     | |
| 67     | 1890 | Düsseldorf | Hans Richter e Julius Buths                                                                       | Solista: Bernhard Stavenhagen (piano) |
| 68     | 1891 | Aquisgrana | Ernst von Schuch e Eberhard Schwickerath                                                          | |
| 69     | 1892 | Colonia    | Franz Wüllner                                                                                     | |
| 70     | 1893 | Düsseldorf | Julius Buths                                                                                      | |
| 71     | 1894 | Aquisgrana | Ernst von Schuch e Eberhard Schwickerath                                                          | |
| 72     | 1895 | Colonia    | Franz Wüllner                                                                                     | |
| 73     | 1896 | Düsseldorf | Johannes Brahms, Julius Buths e Richard Strauss                                                   | ultima esibizione di J. Brahms in Renania. Solisti: Pablo de Sarasate (violino) e Ferruccio Busoni (pianoforte) |
| 74     | 1897 | Aquisgrana | Hans Richter e Eberhard Schwickerath                                                              | |
| 75     | 1898 | Colonia    | Franz Wüllner                                                                                     | |
| 76     | 1899 | Düsseldorf | Richard Strauss e Julius Buths                                                                    | |
| 77     | 1900 | Aquisgrana | Richard Strauss e Eberhardt Schwickerath                                                          | |
| 78     | 1901 | Colonia    | Karl Wolff e Erich Urban                                                                          | |
| 79     | 1902 | Düsseldorf | Richard Strauss e Julius Buths                                                                    | L'incontro è stato inserito nel programma della fiera industriale di Düsseldorf. Secondo spettacolo tedesco ed anche la svolta dell'oratorio Il sogno di Geronte di Edward Elgar.                                                                               |
| 80     | 1903 | Aquisgrana | Felix Weingartner e Eberhard Schwickerath                                                         | Solista: George Enescu (violino) |
| 81     | 1904 | Colonia    | Fritz Steinbach                                                                                   | |
| 82     | 1905 | Düsseldorf | Julius Buths                                                                                      | Solisti: Ernő Dohnányi (piano), Irene Abendroth (soprano) |
| 83     | 1906 | Aquisgrana | Felix Weingärtner e Eberhard Schwickerath                                                         | |
| 84     | 1907 | Colonia    | Fritz Steinbach                                                                                   | |
| 85     | 1909 | Aquisgrana | Max von Schillings, Eberhard Schwickerath e Richard Strauss                                       | |
| 86     | 1910 | Colonia    | Fritz Steinbach                                                                                   | |
| 87     | 1911 | Düsseldorf | Karl Panzner                                                                                      | Solista: Eugène Ysaÿe (violino) |
| 88     | 1912 | Aquisgrana | Karl Muck e Eberhard Schwickerath                                                                 | |
| 89     | 1913 | Colonia    | Fritz Steinbach                                                                                   | Prima a Colonia della Sinfonia n. 8 di Gustav Mahler |
| 90     | 1914 | Düsseldorf | Karl Panzner                                                                                      | Solisti: Elly Ney (piano), Bronislaw Huberman (violino) |
| 91     | 1920 | Aquisgrana | Karl Muck e Eberhard Schwickerath                                                                 | |
| 92     | 1922 | Colonia    | Hermann Abendroth                                                                                 | Prima a Colonia della cantata romantica Von deutscher Seele di Hans Pfitzner |
| 93     | 1924 | Aquisgrana | Peter Raabe e Walter Braunfels                                                                    | |
| 94     | 1925 | Colonia    | Hermann Abendroth e Richard Strauss                                                               | integrati nel programma del "festival del millennio della Renania" |
| 95     | 1926 | Düsseldorf | Hans Weisbach                                                                                     | Prima tedesca del Salmo drammatico e sinfonico Le Roi David di Arthur Honegger. Solista: Ludwig Wüllner (recitativo), Edwin Fischer (pianoforte) |
| 96     | 1927 | Aquisgrana | Peter Raabe e Walter Braunfels                                                                    | |
| 97     | 1928 | Colonia    |                                                                                                   | |
| 98     | 1929 | Düsseldorf | Hans Weisbach                                                                                     | Prima mondiale di Marianischen Antiphone di Wolfgang Fortner, inoltre il concerto da camera op. 43 a di Adolf Busch e la Sonata per flauti, 2 Viola da gamba e Basso continuo secondo una scrittura nella biblioteca statale di Hesse di Georg Philipp Telemann |
| 99     | 1930 | Aquisgrana | Peter Raabe e Paul Pella                                                                          | Pezzo forte: Wozzeck di Alban Berg |
| 100    | 1933 | Aquisgrana |                                                                                                   | Muore Gottlob Karl Springsfeld, produttore di Aquisgrana e uno degli sponsor di Aquisgrana dei festival musicali |
| 101    | 1946 | Aquisgrana | Theodor Bernhard Rehmann, Heinrich Hollreiser, Günter Wand, Wilhelm Pitz e Felix Raabe            | Remake dopo la pausa dovuta alla guerra mondiale. La priorità assoluta era l'inglese (Edward Elgar e Ralph Vaughan Williams) e le opere francesi (César Franck e Maurice Ravel)                                                                                 |
| 102    | 1947 | Düsseldorf | Heinrich Hollreiser                                                                               | Prima tedesca della metamorfosi sinfonica su un tema di Carl Maria von Weber su Paul Hindemith |
| 103    | 1948 | Colonia    |                                                                                                   | |
| 104    | 1949 | Aquisgrana | Felix Raabe, Theodor Bernhard Rehmann, Hans Weisbach, Michael Sittard                             | Prima mondiale della cantata sinfonica ''Zwischen Zeit und Ewigkeit'' op. 65 di Franz Philipp ed anche le ''Variazioni per orchestra'' di Ernst Pepping |
| 105    | 1950 | Wuppertal  |                                                                                                   | |
| 106    | 1951 | Düsseldorf | Heinrich Hollreiser                                                                               | Prima di Düsseldorf dell'oratorio ''Das Unaufhörliche'' di Paul Hindemith |
| 107    | 1952 | Aquisgrana | Felix Raabe, Heinrich Hollreiser, Theodor Bernhard Rehmann, Günther Wand e Hans Weisbach          | prima mondiale dell'intermezzo sinfonico dal dramma lirico Boulevard Solitude di Hans Werner Henze |
| 108    | 1954 | Duisburg   | Georg Ludwig Jochum                                                                               | Prima mondiale della corale Wiegenlied der Mutter Gottes di H. W. Henze, Testo: Lope de Vega |
| 109    | 1955 | Wuppertal  | Paul Hindemith                                                                                    | Prima mondiale della cantata Ite angeles veloces di P. Hindemith, Testo di: Paul Claudel |
| 110    | 1956 | Düsseldorf | Hermann Scherchen                                                                                 | Prima assoluta della corale Tedeum di Ernst Pepping ed anche del concerto per pianoforte e orchestra di Hans Vogt |
| 111    | 1957 | Aquisgrana | Wolfgang Sawallisch, Theodor Bernhard Rehmann, Rudolf Pohl, Wilhelm Pitz, Leo Nießen e Karl Venth | Rappresentazione del compositore Wolfgang Meyer-Tormin |
| 112    | 1958 | Duisburg   | Georg Ludwig Jochum                                                                               | Ultima esibizione dei festival musicali della Bassa Renania |